# أعمال الشغب بعد اغتيال كينغ

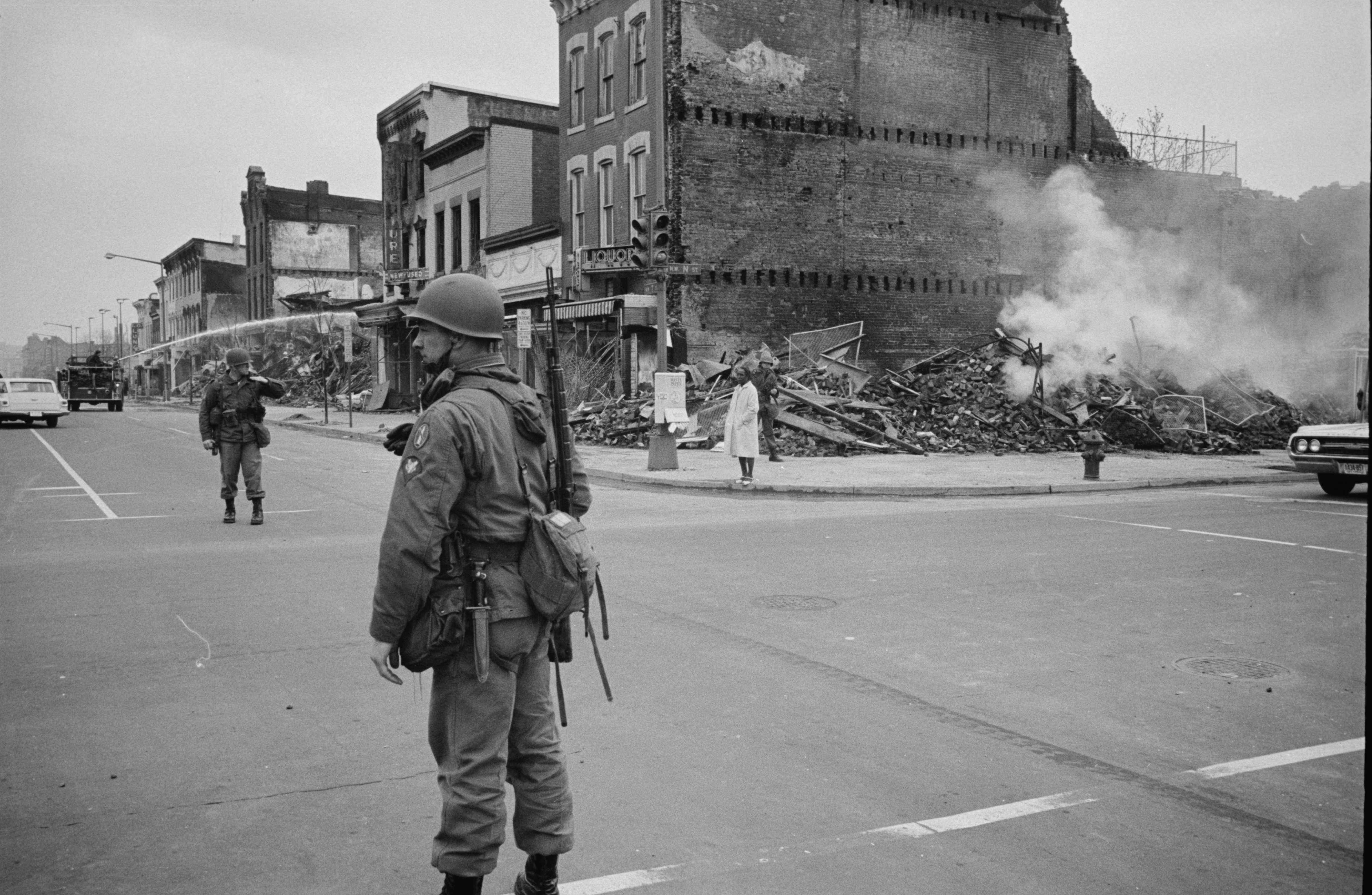

 كانت أعمال الشغب بعد اغتيال كينغ، والمعروفة أيضًا باسم احتجاجات الأسبوع المقدس، موجةً من الاضطرابات المدنية التي اجتاحت الولايات المتحدة بعد اغتيال مارتن لوثر كينغ الابن في 4 أبريل من عام 1968. يعتقد الكثيرون أنها أكبر موجة من الاضطرابات الاجتماعية التي مرت بها الولايات المتحدة منذ الحرب الأهلية الأمريكية. وقعت بعض أكبر أعمال الشغب في واشنطن العاصمة وبالتيمور وشيكاغو وكانساس سيتي.

## نظرة عامة

### الأسباب
كان اغتيال مارتن لوثر كينغ الابن السبب المباشر لأعمال الشغب، إذ لم يكن كينغ قائدًا في حركة الحقوق المدنية فحسب، بل كان أيضًا مدافعًا عن اللاعنف، وقد واصل الانخراط المباشر مع النظام السياسي (بشكل مناهض للأفكار الانفصالية للقومية السوداء). تسبب موته في موجة الغضب وخيبة الأمل والإحساس بأن المقاومة العنيفة لسيادة البيض هي الطريقة الفعالة الوحيدة.

### أعمال الشغب
كان معظم مثيري الشغب من السود، ولم يكن الجميع فقراءً. تظاهر السود من الطبقة الوسطى أيضًا ضد عدم المساواة المنهجية. لم يكن هناك سوى عدد قليل من أعمال العنف المؤكدة بين السود والبيض، على الرغم من وصف وسائل الإعلام لهذه الأحداث بأنها «أعمال شغب عرقية». استُهدفت الشركات الخاصة بالبيض بشكل أساسي؛ ومع ذلك، لم يتهجم أي شخص على المباني العامة والمجتمعية الخاصة بالبيض مثل المدارس والكنائس.
كان عدد الوفيات في ذلك العام أقل من صيف العام الذي سبق أعمال الشغب، ويُعزى ذلك بشكل كبير إلى الإجراءات الجديدة التي وضعتها الحكومة الفيدرالية، والأوامر بعدم إطلاق النار على مرتكبي أعمال النهب.

## الردود الرسمية

### انتشار الجيش
بدأ الجيش بالاستعداد الكامل لتمرد السود بعد أعمال الشغب في واتس في عام 1965 وأعمال شغب في ديترويت في عام 1967. وهكذا، بدأ مركز عمليات الجيش في البنتاغون بالرد مباشرةً على الاغتيال في ليلة الرابع من أبريل من خلال توجيه طائرات نقل القوات للتحضير لنشر الجيش في واشنطن العاصمة، كما أرسل الجيش عملاءً سريين لجمع المعلومات.
أمر الرئيس جونسون في الخامس من أبريل بتعبئة القوات البرية والحرس الوطني لنشرهم في العاصمة بشكل رئيسي.

## الأثر
قُتل العشرات وأصيب آلاف الأشخاص في أعمال الشغب التي وقعت في الرابع والخامس من أبريل.

### ماديًا
تضررت بعض المناطق بشدة من أعمال الشغب، وتعافت ببطء. كانت قرارات التخطيط الحضري السيئة من جانب الحكومة الفيدرالية والمحلية عقبةً أمام تعافي واشنطن العاصمة.

### اجتماعيًا
كانت أعمال الشغب نقطة تحول بالنسبة لبعض الليبراليين والمدافعين عن الحقوق المدنية، إذ دعمت هذه الأعمال الاتجاه السائد الرئيسي آنذاك فيما يتعلق بالعزل العنصري وهجرة البيض في مدن أمريكا، ما زاد من الحواجز العرقية التي كانت قد بدأت تضعف. كانت أعمال الشغب غذاءً سياسيًا للحزب الجمهوري، الذي استخدم المخاوف من الجرائم الحضرية السوداء لحشد الدعم لـ «سياسات القانون والنظام»، وخاصةً خلال الانتخابات الرئاسية الأمريكية لعام 1968. أدى الاغتيال وأعمال الشغب إلى تطرف الكثيرين، ما ساهم في دعم حركة القوة السوداء.